# 16245 Katielu
16245 Katielu este o planetă minoră (asteroid), cu un diametru de 7,341 km, din centura de asteroizi. A fost descoperită pe 7 aprilie 2000 la Experimental Test Site⁠(d) de Lincoln Near-Earth Asteroid Research. 
Obiectul prezintă o orbită caracterizată de o semiaxă mare de 3,1924961 UAi, o excentricitate de 0,15, o înclinație de 4,21137 ° în raport cu ecliptica.